# Восточный Булганак
Во́сточный Булгана́к (также Булганак; укр. Східний Булганак, крымскотат. Şarqiy Bulğanaq, Шаркъий Булгъанакъ) — река на северо-востоке Крыма, на территории Кировского и Советского районов. Длина реки 44 км, площадь водосборного бассейна 485 км², уклон реки 5,9 м/км (по другим данным уклон 5,1 м/км). Средний расход воды — 0,47 м³/с.
Истоки расположены на северо-восточных отрогах Бурундукского хребта горного массива Кубалач (часть внутренней гряды Крымских гор), согласно книге «Реки и озёра Крыма», на высоте 260 м над уровнем моря. Началом реки принято считать родник Отар-Чешме или Хайредин-чокрак, о чём свидетельствует закреплённая на нём табличка. Он же, как Отар, с дебетом 4000 вёдер в сутки. В верховьях русло представляет собой неглубокий, большую часть года совершенно сухой, овраг с пологими берегами. Основная часть бассейна находится в степном Крыму.
В Восточный Булганак впадает водоток балки Колпак (в 34 километрах) и 9 безымянных притоков длиной менее 5 километров. Ещё в дореволюционное время на Булганаке было сооружено множество прудов, причём в некоторых из них, в низовьях, вода оказывалась солоноватая, как и в ряде колодцев, что Николай Рухлов объяснял близким расположением засолённого водоносного горизонта. Из воспоминаний годротехника Александра Михайловича Левда известно, что прудыу современного села Пруды строились в 1938 году.
В среднем и нижнем течении река преобразована в главный коллектор № 13 (ГК-13) Северо-Крымского канала, длиной 18,61 км, из них по руслу реки 10,2 км с площадью дренажной сети 93,40 гектара.
Воды Мокрого Индола по искусственному каналу также сбрасываются в Восточный Булганак в 2 км выше его устья. Впадает в залив Сиваш в 8-ми км северо-восточнее от посёлка Советский.
С лета по осень река практически полностью пересыхает. Вода сохраняется только у истоков и в понижениях русла. Водоохранная зона реки установлена в 100 м